# Rechberg
Rechberg är en ort och kommun  i Österrike. Den ligger i distriktet Perg i förbundslandet Oberösterreich, 130 kilometer väster om huvudstaden Wien. 
Kommunen består av tio orter (Ortschaften) (inom parentes invånarantal 1 januari 2024):

- Hiesbach (114)
- Holzmann (20)
- Kemet (17)
- Kürnstein (42)
- Puchberg (100)
- Rechberg (464)
- Spaten (55)
- Wansch (42)
- Windischhof (116)
- Winkl (63)